# フリードリヒ・クルップAG
フリードリヒ・クルップ社、フリードリヒ・クルップAG（Friedrich_Krupp AG）は、グスタフ・ハートマンのリーダーシップの下、20世紀初頭にエッセンで設立されたドイツの重工業企業。同社はクルップ家の事業を基盤に設立された。Hoesch AGの支配権を取得した結果、Friedrich Krupp AG Hoesch-Kruppは1992年に、ThyssenKruppAGは1997年に設立された。

## 歴史
歴史的に、クルップ家はルール地方の鉱業会社およびヨーロッパ市場の武器メーカーとして知られ、たとえば、第二次世界大戦中、クルップの武器サンプルは両方の敵陣営にあった。ドイツの様々な政権の下で、会社は主に鉄道、船舶および産業機械の開発により、中小企業から国内最大の企業の1つに成長した。クルップは、1860年から1945年の間にドイツ帝国やナチス・ドイツでほとんどの武器を生産した。  

### 会社の起源
フリードリヒ・クルップは1811年11月20日にフリードリヒ・クルップ社を設立し、イギリスの技術に倣って鋳鋼の製造を開始した。生産の技術設備が脆弱だったため、鋼は非常に質が悪かった。フリードリヒ・クルップには壮大な計画があったが、彼の投資方針は多額の買掛金を計上し、1826年に彼が亡くなったとき、会社の将来は不安定であった。
未亡人テレサ（1790 - 1850）と息子のアルフレッド・クルップ（1812-1887）が会社の経営を引き継ぎ、14歳でアルフレッドは業績を復活させることができた。 1847年、アルフレッドは、鉄道用の車輪の製造を開始し、鉄道技術の開発に多額の投資が行われた。 1875年、アルフレッドは会社のロゴをデザインした。3つの鉄道の車輪である。鉄道業界での躍進は会社に大きな利益をもたらし、軍需産業に進出、1859年以来、プロイセンや統一ドイツの国策の武器や軍装備品の生産需要に応え、会社の業績の大部分を占めるようになった。同社はベッセマー法（1862年に導入）などの新技術を導入し、会社の急速な発展に貢献した。 
1864年、アルフレッドは自らの資産を生かして、ルール地方の鉄鉱石と炭鉱を集中的に購入し始めた。